# 손에 손 잡고
《손에 손 잡고》(Hand in Hand)는 이탈리아의 작곡가 조르조 모로데르가 작곡하고, 코리아나가 부른 1988년 서울 하계 올림픽의 공식 주제곡이다. 이 싱글 앨범은 비공식적으로 동양인 최초 1,700만 장이 판매되었다고 추측된다. 1988년 9월 18일부터 6주 연속 1위에 올랐다.
제목은 띄어쓰기를 적용한 "손에 손 잡고"가 정확하다. "손에 손잡고"로 적혀 있는 경우가 많지만, 문법적으로도 틀렸고, 음반에도 "손에 손 잡고"로 적혀 있으므로 시적 허용으로도 볼 수 없다.

## 역사
1988년 서울 올림픽 공식 주제가인 손에 손 잡고가 탄생하기까지 여러 가지 우여곡절이 있었다. 
먼저 1986년 MBC 방송이 공모한 올림픽 노래 당선작인 길옥윤 작곡 ⦁박건호 작사⦁ 김연자 노래의 <아침의 나라에서>가 1986년부터 인기를 끌면서 1988년 서울 올림픽의 공식 주제가로 선정이 되어야 한다는 여론이 있었고 일부에서는 1988년 서울 올림픽 주제가로 기정사실화가 아닌 결정이 되기도 하였다.
이런 당시 상황에서 서울올림픽 조직위원회는 선정된 주제가로 밀고 나가기로 했으나, 그 노래의 작곡가의 당시 사생활을 문제 되었다고 함. IOC가 그런 점을 들어서, 올림픽은 한국인만의 축제가 아니고 세계인의 축제이기 때문에 국제적인 감각의 주제가가 필요하다는 명분을 내세우며 전세계 유명 음악인을 상대로 1987년 주제가 공모를 결심하였고 입찰 결과 스위스의 폴리그램사를 선택하여, 이탈리아의 조르조 모로데르 작곡에, 미국의 톰 휘틀록(Tom Whitlock)과 한국의 김문환 교수의 공동작사로, 외국에서부터 인기를 얻기 시작한 한국인으로 구성된 보컬 그룹 코리아나가 노래한 "손에 손 잡고"를 주제가로 탄생시켰다.
발표는 내·외신 기자 100여 명을 초청하여 1988년 6월 21일 서울 프레스 센터에서 이루어졌다. 이후 100여 국이 넘는 각국 언론과 방송 매체를 통한 홍보와 음반, 카세트, 비디오 등을 통해 올림픽 공식 주제가로서 보급되었다.
당시 유럽 차트에 몇 주간 1위를 해내는 기염을 토했고 올림픽 기간 중 미국의 라디오 방송 리퀘스트 1위를 달리는 등 대단한 기록과 명성을 날렸었다. 덕분에 1988년 서울 하계 올림픽은 유럽에 한국을 널리 알리는 성과를 거두었고 미국도 이 노래의 힘에 가세하면서 한국과 서울 올림픽이 더욱 알려지는 계기가 되었다.

## 작곡
1986년 서울 아시안 게임 영상을 보고 분위기 등을 참고하여 곡을 완성하였다. 원래 연주 시간은 5분 15초였으나, 조직위 전문위원들의 조언을 받아들여 4분 10초까지 줄이고 믹싱을 끝냈다. 원곡 데모는 조 피줄로(Joe Pizzulo)가 불렀다.

## 수록곡

### LP

#### 12인치
| #  | 제목                                | 재생 시간 |
| -- | ----------------------------------- | --------- |
| 1. | 〈Hand In Hand (Extended Version)〉 | 5:01      |

| #  | 제목                                    | 재생 시간 |
| -- | --------------------------------------- | --------- |
| 1. | 〈Victory〉                             | 3:39      |
| 2. | 〈Hand In Hand (Instrumental Version)〉 | 4:12      |

#### 7인치
| #  | 제목             | 재생 시간 |
| -- | ---------------- | --------- |
| 1. | 〈Hand In Hand〉 | 4:12      |

| #  | 제목        | 재생 시간 |
| -- | ----------- | --------- |
| 1. | 〈Victory〉 | 3:39      |

### CD
| #            | 제목                                    | 재생 시간 |
| ------------ | --------------------------------------- | --------- |
| 1.           | 〈Hand In Hand〉                        | 4:12      |
| 2.           | 〈Victory〉                             | 3:39      |
| 3.           | 〈Hand In Hand (Instrumental Version)〉 | 4:12      |
| 4.           | 〈Hand In Hand (Extended Version)〉     | 5:01      |
| 총 재생 시간 | 총 재생 시간                            | 17:04     |

## 관련 내용
- 2008년 8월 2008년 베이징 하계 올림픽의 공식 주제가 응모 시 대부분 "손에 손잡고"와 유사한 분위기의 곡들이 응모되었으나, 베이징 올림픽 공식 주제가는 다른 분위기의 주제곡을 선택했다.[13]
- 2007년에 나온 M to M의 음반《The Colorful Voices (Music 2.0)》의 4번 트랙에 이 노래를 옥주현, SG워너비가 리메이크한 곡이 있다.
- 그 외에도 나는 가수다 II 가왕전 5강에서 윤하와  이정이 이 곡을 듀엣으로 불렀고, TOP 밴드 2 8강-B에서도 피터팬 컴플렉스가 이 곡을 경연 곡으로 불렀다.
- 1989년 클레이메이션 핑구에도 수록되어있었다. 그 이유는 에피소드중에 아이스하키편 마지막 부분에 빙판에서 쇼를 펼쳐지면서 그 노래 마지막 뒷부분이 들어가있었다. 하지만 재녹음판에는 삭제되었다.
- 2013년 신한은행 광고의 모티브로 사용하기도 하였다.
- 2015년 복고풍 드라마인 응답하라 1988에서도 수록되었다.
- 2015년 제17회 한중가요제에서 한국과 중국의 가수들이 한국어와 중국어로 불렀다.[14]
- 2016년 8월 15일, 2016년 리우데자네이루 하계 올림픽을 기념해서 아이오아이의 싱글로 발매되었고, 2년 뒤 2018년 2월 14일에 2018년 평창 동계 올림픽을 맞아 다른 버전으로 제작되어 발매되었다.

## 차트 및 인증
| 주간 순위 (1988)                 | 최고 순위 |
| -------------------------------- | --------- |
| 오스트리아 (Ö3 오스트리아 탑 40) | 7         |
| 노르웨이 (VG-리스타)             | 1         |
| 스웨덴 (스베리예토프리스탄)      | 1         |
| 스위스 (슈바이처 히트파라데)     | 1         |
| 독일 (GfK 엔터테인먼트 차트)     | 1         |

| 국가                       | 인증 | 판매량/출하량 |
| -------------------------- | ---- | ------------- |
| 스위스 (IFPI 스위스)       | 골드 | 25,000^       |
| 독일 (BVMI)                | 골드 | 250,000^      |
| ^출하량을 기반으로 한 인증 |      |               |

## 아이오아이의 커버 싱글
대한민국의 걸 그룹 아이오아이가 부른 〈손에 손잡고〉는 2016년 8월 15일에 로엔엔터테인먼트에서 각종 음원사이트를 통해서 공개됐다. 2016년 8월 19일에는 2000대 1의 경쟁률을 뚫은 일반인 12명이 참가한 국민 코러스 버전으로 재발매됐다.

### 수록곡
| #            | 제목                             | 재생 시간 |
| ------------ | -------------------------------- | --------- |
| 1.           | 〈손에 손잡고 (Feat. 국민응원)〉 | 4:54      |
| 2.           | 〈손에 손잡고 (Inst.)〉          | 3:20      |
| 총 재생 시간 | 총 재생 시간                     | 8:14      |

### 내용주
1. ↑  8월 15일 공개된 원본에서 도입 부분이 코리아나의 곡으로 시작하는 부분이 일반인의 12명의 응원 코러스로 변경됐으며, 재생시간이 3분 19초에서 1분 35초 길어졌다.

### 참조주
1. ↑  “배경 음악으로 사용된 손에 손잡고”. 코리아나 홈페이지. 2008년 2월 13일에 원본 문서에서 보존된 문서. 2018년 11월 23일에 확인함.
2. ↑  “Olympic games 1988 Seoul - Hand in hand - Koreana” (영어). 유튜브.
3. ↑  “동영상 링크 (#7 Opening ceremony(3) 00:49:43)”. 서울올림픽기념 국민체육진흥공단.[깨진 링크(과거 내용 찾기)] (영어)
4. ↑  “네티즌 “올림픽 무대로 전 세계 1700만장 대박””. 《한겨레신문》. 2007년 4월 8일. 2009년 4월 5일에 확인함.
5. ↑  “SCHWEIZER HITPARADE - SINGLES TOP 100” (독일어). hitparade.ch. 2016년 11월 25일에 원본 문서에서 보존된 문서. 2016년 11월 25일에 확인함.
6. ↑  86열기 타고「스포츠歌謠(가요)」붐
7. ↑  主題曲(주제곡)음반 640만장 팔려 大(대)히트 朴世直(박세직)위원장이 쓰는 서울올림픽 이야기
8. ↑  88공식노래「손에 손잡고」첫선, 《경향신문》, 1988.6.16
9. ↑  88大會歌「손에 손잡고」제정 조직위,IOC회원국에 보급, 《동아일보》, 1988.6.21
10. ↑  “조르지오 모로더 "'손에 손잡고'는 다시 나오기 힘든 곡"”. 연합뉴스. 2016년 9월 6일에 확인함.
11. ↑  TV가이드
12. ↑  “Giorgio Moroder” (영어). redbullmusicacademy.com. 2016년 9월 6일에 원본 문서에서 보존된 문서. 2016년 9월 6일에 확인함.
13. ↑  “서울 올림픽 주제가 ‘손에 손잡고’ 벽 높았다”. 《동아일보》. 2008년 8월 12일. 2008년 8월 14일에 확인함.
14. ↑  홍미경 기자 (2015년 11월 5일). “노래 앞에서 韓·中 모두 한 목소리… ‘2015 한중가요제’ 열기 뜨거워”. 뉴스웨이. 2016년 8월 15일에 확인함.[깨진 링크(과거 내용 찾기)]
15. ↑  “KOREANA - HAND IN HAND” (독일어). austriancharts.at. 2015년 10월 10일에 확인함.
16. ↑  “KOREANA - HAND IN HAND (SONG)” (영어). norwegiancharts.com. 2015년 10월 10일에 확인함.
17. ↑  “KOREANA - HAND IN HAND” (영어). swedishcharts.com. 2015년 10월 10일에 확인함.
18. ↑  “KOREANA - HAND IN HAND” (독일어). Hitparade.ch. 2015년 10월 10일에 확인함.
19. ↑  “KOREANA - HAND IN HAND” (독일어). officialcharts.de. 2015년 10월 11일에 원본 문서에서 보존된 문서. 2015년 10월 10일에 확인함.
20. ↑  “The Official Swiss Charts and Music Community: Awards (koreana; 'HAND IN HAND')”. IFPI Switzerland. Hung Medien.
21. ↑  “Gold-/Platin-Datenbank (koreana)” (독일어). 독일 음반 산업 협회.
22. ↑  “아이오아이 '손에 손잡고' 국민 코러스 버전 19일 공개 "선수들에게 힘을"”. 부산일보. 2016년 8월 18일. 2016년 8월 20일에 확인함.